# أنخيل أوليفا
أنخيل أوليفا (بالإسبانية: Ángel Oliva)‏ هو لاعب كرة قدم إسباني في مركز الدفاع، ولد في 8 أغسطس 1961 في سرقسطة في إسبانيا. لعب مع نادي لاردة.